# Konvencija o pravima djeteta
Konvencija o pravima djeteta (eng. Convention on the Rights of the Child; te CRC, CROC, ili UNCRC), međunarodni ugovor Ujedinjenih naroda kojim su utvrđena građanska, politička, ekonomska, socijalna, zdravstvena i kulturna prava djece. Konvencija definira dijete kao svako ljudsko biće mlađe od osamnaest godina, osim ako se prema domaćem zakonodavstvu punoljetnost ne stječe u nekoj drugoj dobi.

## Povijest
Opća skupština Konvenciju je prihvatila 20. studenoga 1989. Na snagu je stupila 2. rujna 1990. nakon što ju je ratificiralo 196 država, čime je postala najbrže i najšire prihvaćen sporazum na području ljudskih prava u povijesti. Konvenciju su ratificirale sve članice Ujedinjenih naroda osim Sjedinjenih Američkih Država koje su je potpisale, ali ne i ratificirale. Vlada Republike Hrvatske donijela je posebnu odluku kojom se na temelju notifikacije o sukcesiji od bivše države Hrvatska smatra strankom Konvencije o pravima djeteta od dana osamostaljenja, 8. listopada 1991.
Prije prihvaćanja Konvencije o pravima djeteta nije postojalo široko prihvaćanje temeljne veze između dobrobiti djece i snage društava u kojima žive. Zato je ova Konvencija važna prekretnica, kao prvi dokument u kojemu se djetetu pristupa kao subjektu s pravima, a ne samo kao osobi koja treba posebnu zaštitu. Konvencija o pravima djeteta je pravni akt koji ima snagu zakona i obvezuje stranke na pridržavanje njezinih odredaba te uključuje pravo nadziranja primjene u državama koje su ju prihvatile i ratificirale.

## Obuhvat Konvencije
S obzirom na vrste prava na koje se odnose, članci Konvencije mogu se razvrstati na sljedeći način: 
Prava preživljavanja
Uključuju one članke Konvencije koji osiguravaju djetetu zadovoljavanje temeljnih potreba za njegovu opstojnost. To su primjerice: pravo na život, pravo na odgovarajući životni standard, pravo na prehranu, pravo na smještaj, pravo na zdravstvenu pomoć. 
Razvojna prava
Uključuju one članke Konvencije koji osiguravaju djetetu najbolji mogući razvoj. To su primjerice: pravo na obrazovanje, pravo na igru, pravo na slobodno vrijeme, pravo na kulturne aktivnosti, pravo na informiranje, pravo na slobodu misli i izražavanja (vjere). 
Zaštitna prava
Uključuju one članke Konvencije koji osiguravaju zaštitu djeteta. To su primjerice: prava na zaštitu od zlouporabe, zapostavljanja i izrabljivanja, na zabranu dječjeg rada, zaštitu od droga, alkohola, duhana, na zaštitu djece izbjeglica, djece u oružanim sukobima, djece u zatvorima. 
Prava sudjelovanja
Uključuju one članke koji omogućuju djetetu aktivno sudjelovanje u svojem okružju, regionalnom / nacionalnom / svjetskom, koja ga pripremaju za aktivnog građanina u budućnosti. To su primjerice: pravo na slobodno izražavanje svojih misli i pravo na udruživanje.

## Nadzor nad provedbom Konvencije
Države koje su ratificirale ovu konvenciju ili su joj pristupile, obvezuju se međunarodnim pravom poštovati odredbe Konvencije. 
Odbor UN -a za prava djeteta, sastavljen od 18 neovisnih stručnjaka, odgovoran je za nadzor nad provedbom Konvencije od strane država koje su je ratificirale. Njihove vlade moraju izvještavati i povremeno se pojavljivati pred Odborom UN-a za prava djeteta kako bi se ispitao njihov napredak u pogledu napretka u provedbi Konvencije i statusa prava djeteta u njihovoj zemlji. Njihova izvješća, popisi problema i preporuke dostupni su na web stranici Odbora.
Također, pojedinci se mogu žaliti Odboru za prava djeteta ako smatraju da su prava prema Konvenciji povrijeđena. Treća mogućnost praćenja provedbe Konvencije jesu upiti koje Odbor za prava djeteta može provesti na vlastitu inicijativu ako imaju pouzdane podatke koji ih navode na zaključak da je država članica povrijedila prava Konvencije.